# Alytes maurus
Espèce
Synonymes
- Alytes obstetricans maurus Pasteur & Bons, 1962

Statut de conservation UICN

 NT  : Quasi menacé
Alytes maurus est une espèce d'amphibiens de la famille des Alytidae.

## Répartition

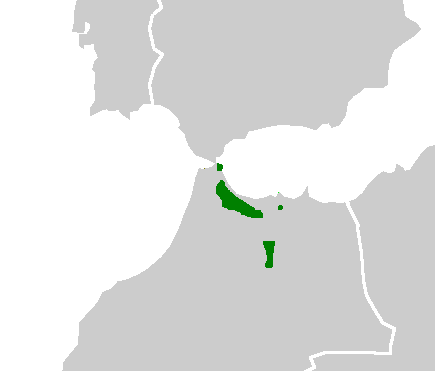
Distribution

Cette espèce est endémique du Maroc. Elle se rencontre dans le Rif et le Moyen Atlas de 200 à 2 000 m d'altitude.

## Publication originale
- Pasteur & Bons, 1962 : Note préliminaire sur Alytes (obstetricans) maurus: gémellarité ou polytopisme? remarques biogéographiques, génétiques et taxinomiques. Bulletin de la Société Zoologique de France, vol. 87, no 1, p. 71-79.